# Силви Басева
Силви Басева е българска художничка.

## Биография
Завършва Национална художествена академия, специалност „Стенопис“ през 1992 г. в класа на проф. Мито Гановски. Работи в областта на живописта, витража, стенописа и текстила. Има над 15 самостоятелни изложби в страната и множество участия в съвместни изложби в България, Италия, Ирландия, Австрия, Германия, Мароко, Русия и Гърция. Нейни творби са собственост на: НХГ, градските галерии в гр. Сливен и гр. Балчик, Столична библиотека, община София, община Балчик, Библиотека Леонардина във Винчи – Италия, както и множество частни колекции в България, Германия, Япония, Кувейт, Италия и други. Нейни витражи има в община Балчик, частни домове, хотели и заведения.
Силви Басева е една от учредителите на ежегодния фестивал „Художници, Балчик, Любов“, член е на СБХ. Участвала е в над 15 пленера по живопис. Носител е на награда по живопис на конкурса на фирма „Тодоров“ – „Философия на виното и живота“ – 2004 г.